# Antipolonism
Antipolonismul se referă la un spectru de atitudini dușmănoase sau arătând repulsie față de Polonia, poporul polon sau cultura acestuia.

## În Uniunea Sovietică
Pe vremea Marii Terori, în jur de 110.000 de polonezi au fost omorâți de către autorități. Stalin a scris pe raportul redactat de Ejov:
„Perfect, continuați să-i descoperiți de prin ascunzători și să curățați această murdărie a spionajului polonez. Distrugeți-i în interesul Uniunii Sovietice”
.

## În Rusia
Mai mulți diplomați polonezi au fost atacați în Rusia. Marek Reszuta, secretarul ambasadei polone, a fost bătut la Moscova iar acesta a spus că și-a pierdut conștiința iar când s-a trezit, atacatorii se risipiseră. 

## În Regatul Unit
Partidul Național Britanic a cerut ca imigrația din Europa Centrală și de Est să fie oprită iar polonezii sa fie deportați.